# نوكيا لوميا 625
نوكيا لوميا 625 (بالإنجليزية: Nokia Lumia 625)‏ هو هاتف ذكي من نوكيا ضمن سلسلة لوميا يعمل بنظام ويندوز فون، تم طرحه في الأسواق في 2013.

## الخصائص
- نظام التشغيل: ويندوز فون 8.
- الكاميرا الأمامية: 0.3 ميجابكسل.
- الكاميرا الخلفية: 5 ميجابكسل فل إتش دي.
- الشاشة: بقياس 4.7 إنش وبدقة 800 × 480 بكسل.
- الوزن: 159 غ (5.6 أونصة).
- المعالج: 1.2 جيجا هرتز ثنائي النواة.
- الذاكرة: 512 ميجابايت.
- التخزين: 8 جيجابايت.